# 巴特爾鎮區 (愛荷華州艾達縣)
巴特爾鎮區（英語：Battle Township）是位於美國愛荷華州艾達縣的一個行政鎮區。

## 地方資料
根據2010年美國人口普查的數據，巴特爾鎮區的面積為94.16平方千米，當中陸地面積為94.14平方千米，而水域面積為0.02平方千米。當地共有人口196人，而人口密度為每平方千米2.08人。